# Sebastião Martins Mestre
Sebastião Martins Mestre ComSE, ComC (Santo António de Arenilha,?1762-4? - Vila Real de Santo António,1834) foi um militar português que liderou e se distinguiu na reacção à presença do exército da 1ª Invasão Francesa no Algarve com sucesso. A nível político, foi o primeiro presidente eleito da Câmara Municipal de Tavira  durante a curta vigência da Constituição de 1822 , da qual foi apoiante inicial. Passou pouco tempo depois a suportar os opositores miguelistas, quando foi nomeado Governador de Vila Real de Santo António, onde reprimiu duramente  os partidários do liberalismo, tendo, após terminada a guerra civil, sido preso e posteriormente assassinado enquanto era enviado para Lisboa para ser julgado.

## Origens e carreira militar
Não se conhece o ano exacto do seu nascimento, mas dos documentos paroquiais do casamento da sua filha Catarina Filipes, sabemos que nasceu no lugar de Arenilha, anos antes da edificação no dito local de Vila Real de Santo António (1774) e que o seu pai se chamava Miguel Fernandes Mestre, natural de Almodôvar e a sua mãe Águeda Madeira, natural de Monte Gordo . Existe um assento de casamento  dos pais em Castro Marim ocorrido em 1752 (e que residiriam na praia do antigo lugar de Arenilha). Presume-se que a data do nascimento terá sido no intervalo entre 1762 e 64, já que é conhecido que assentou praça em Tavira em 1782. Terá então feito parte da guarnição de alguma das baterias ou fortes costeiros da região. Ao mesmo tempo, manteria algum negócio com os ingleses, pois é sabido que passava tempos em Gibraltar. Não temos conhecimento que feitos militares teria cometido, mas em 1801, já enverga a patente de capitão de ordenanças e habilita-se às insígnias de Comendador da Ordem de Santiago, na qual requer ao príncipe regente D. João, futuro João VI, a "dispensa das provas e habilitações", nas quais se provasse a sua limpeza de sangue, justificando a ausência de não-cristãos na sua ascendência, a qual não chega a efectuar, por razões que Martins Mestre justifica, por ter de partir imediatamente para Gibraltar.

## Reacção no Algarve contra a presença francesa
Após saber da invasão de Portugal por Junot em fins de Novembro de 1807 e aproveitando a reacção em Espanha contra a presença francesa, Martins Mestre regressa de Gibraltar apoderando-se do forte de São João da Barra a 13 de Junho de 1808, que defendia a entrada no porto de Tavira, na altura sede do Governo Militar do Reino do Algarve. A partir daí, vai-se manter com em contacto com a marinha real britânica em suporte de uma eventual insurgência contra o invasor francês. Tal vem a acontecer em Olhão a 16 de Junho sob o comando de José Lopes de Sousa, ao qual Martins Mestre se junta quando aquele se dirige a  Tavira para procurar apoio. Martins Mestre, ao saber que a marinha real britânica não lhe  vai dar o apoio prometido, cruza o  Guadiana e vai obter 130 espingardas em  Ayamonte. Na posse de novo armamento regressa a Olhão por via marítima acompanhado de populares no dia 18 e  encontra embarcações tripuladas por soldados franceses à entrada da barra de Olhão em trânsito de Tavira para Faro, com a missão de reforçar a presença francesa em Faro, aonde também se tinha entretanto espalhado também a Revolta. Sob o seu comando é lançado o ataque tomando posse das embarcações dos franceses, fazendo 81 prisioneiros, em conjunto com equipamento militar e correspondência proveniente do comando francês em Tavira onde dava ordens expressas para aniquilar o povo de Olhão. Os prisioneiros são enviados para Ayamonte . Depois de desembarcar em Olhão, Martins Mestre vai deslocar-se para a Ponte de Quelfes de forma a cortar caminho a outro grupo de 185 franceses que se dirigiam por terra para Faro com o mesmo propósito. Os comandados por Martins Mestre, sobretudo paisanos sem treino militar, e em número inferior ao contingente francês, consegue no entanto enfrentá-los vitoriosamente com algumas baixas. O próprio Martins Mestre é ferido no peito. No dia seguinte, junta-se ao coronel Lopes de Sousa no Sítio da Meia-Légua, a meia distância entre Olhão e Faro, onde aquele havia estacionado as suas tropas com o mesmo objectivo de impedir a passagem dos invasores. Com Faro a juntar-se a Olhão e mais tarde ao resto do Algarve na revolta, o exército francês parte em fuga para se juntar ao grosso do exército de Junot no Alentejo. Reinstituído no poder como Governador Militar do Reino do Algarve, o conde de Castro Marim Francisco de Melo da Cunha de Mendonça e Meneses ,vai-se fazer acompanhar de  Martins Mestre e Lopes de Sousa à frente do exército português que se reúne no Algarve para dar perseguição às forças franceses em retirada. Atingem Beja a 19 de Agosto, a caminho para Lisboa.

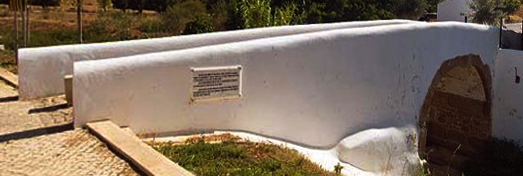
Ponte romana de Quelfes, onde Martins Mestre confrontou os franceses auxiliado por um grupo de populares

Pelo meio do caminho, atingem Aguiar, no concelho de Viana do Alentejo, onde Martins Mestre profere um discurso às tropas no sentido da sua moralização:
Vós, meus Soldados, não me negareis que debaixo das ordens do nosso Marechal de campo José Lopes de Sousa, eu, com um punhado de pescadores, fizemos abater o orgulho da Legião do Meio-dia, no lugar de Olhão, tanto na abordagem que lhe demos no mar no dia 17 [sic] de Junho, como na tarde do mesmo dia na ponte de Quelfes; para cada um destes pescadores o inimigo tinha dez vencedores do Marengo, Jena e Friedland, contudo o que não foi morto foi posto em fuga ou [feito] prisioneiro. Vós sois igualmente Algarvios, sois Soldados Generosos que sem mais auxílio do que o vosso valor fizestes afugentar do Algarve o inimigo, e com o mesmo valor e inexplicável generosidade vos oferecestes voluntários para defender a província do Alentejo, e a mesma capital de Lisboa. Pois companheiros, amigos e Irmãos, estes que vamos combater e vencer são os mesmos cobardes que nos fugiram do Algarve. É verdade que os vereis vestidos de Tigres, mas é porque estão salpicados com o sangue dos inocentes e impossibilitados moradores de Beja e Évora, de cuja maldade, se não tomarmos vingança, aquelas mesmas vítimas inocentes, se as não vingais no sepulcro, os seus ossos rechaçarão os nossos com desprezos, estas honradas palavras não vo-las digo como vosso chefe, se não como um Soldado, como um vosso companheiro que aspira a conduzir-vos à glória: ver-me-eis entrar por entre os inimigos desprezando as suas baionetas, e comendo a morte aos bocados.
Chegam a Palmela a 30 de Agosto, quando é assinada a Convenção de Sintra, em que Junot concorda em se retirar de Portugal perante a vitória da intervenção inglesa chefiada por Arthur Wellesley na Batalha de Vimeiro a 21 de Agosto. O governador Francisco de Meneses expressa a sua discórdia com tal acordo feito à margem do seu conhecimento, em face da viagem desde o Algarve e das forças que reunira e que estava pronto para rechaçar os franceses de Lisboa. Pelos seus serviços, Martins Mestre é promovido a tenente-coronel.
Martins Mestre regressa a Tavira e assume o posto de governador dos fortes costeiros de São João (que havia conquistado) e de Cacela até cerca de 1819.
Habilita-se à ordem de Cristo em 1811, ganhando o título de comendador da Ordem com direito a uma tença de 40 mil réis. Em 1819  passa à reforma com a patente de coronel. Vai a partir de então dedicar-se à política, enquanto vereador do Município de Tavira.

## Primeiro presidente da Câmara Municipal de Tavira

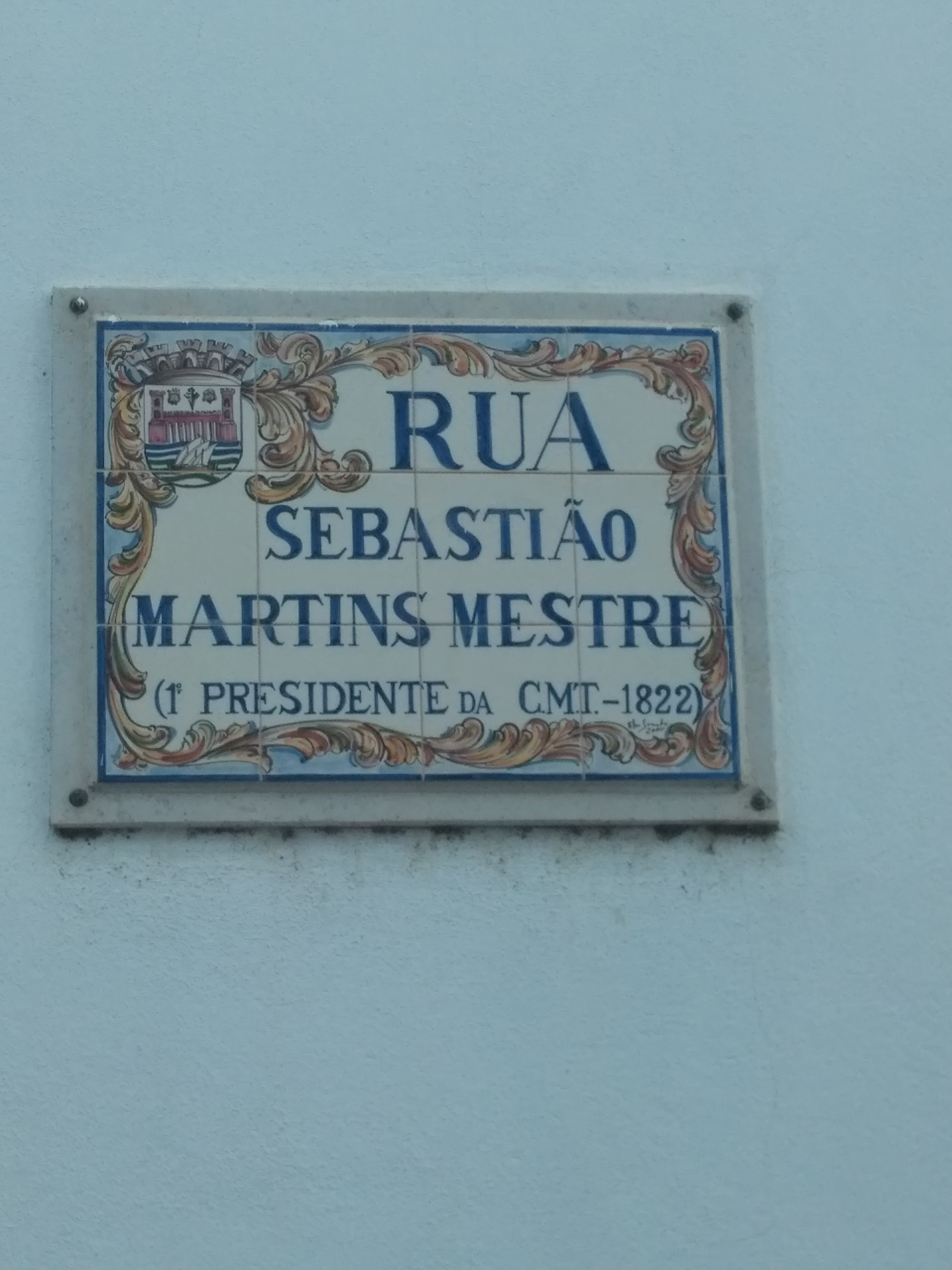
Placa de rua em Tavira

Antes da proclamação da Constituição de 1822 em Setembro desse ano, Martins Mestre foi eleito para presidente da Câmara por maioria através de eleição efectuada entre os vereadores, tomando posse no dia de proclamação da Constituição. No entanto, devido à reacção dos realistas, liderados pelo Infante D. Miguel, nomeadamente com as revoltas conhecidas mais tarde por "Abrilada" e "Vilafrancada" e o rei João VI ter suspendido a Constituição, é destituído pouco menos de um ano depois, sendo substituído pelo juíz de fora.

## Governador de Vila Real de Santo António
Destituído do lugar de presidente, Sebastião Martins Mestre volta a assumir funções militares quando é nomeado para Governador Militar da Praça de Vila Real de Santo António a 6 de Fevereiro de 1824. É neste momento que muda de orientação política, passando a figurar entre os apoiantes de D. Miguel ao trono. Na sequência da revolta gorada do Regimento de Infantaria 14 em Tavira e dos Caçadores 4 de Mértola que suportavam a ascensão de D. Miguel é afastado do lugar e exila-se, para escapar a ter de cumprir uma sentença do Juíz de Ordenações de Vila Real.
Quando D. Miguel sobe ao trono em 1828 Martins Mestre regressa ao cargo e vai iniciar a repressão de todos os partidários do liberalismo no concelho, confiscando-lhes os bens ou condenando-os ao degredo, como aconteceu com o padre José de Encarnação Almeida, figura querida entre os vila-realenses, que o governador desterrou para a prisão do Limoeiro.
Após o desembarque dos liberais no Algarve em Julho de 1833 numa praia da freguesia de Cacela, Sebastião Martins Mestre vai resistir às tentativas dos liberais de tomarem a vila raiana, impedindo também com efeito a qualquer tentativa de incursão fluvial dos liberais pelo Guadiana .
Contudo, quando a guerra civil termina, com a Convenção de Évoramonte, a 26 de Maio de 1834, Martins Mestre é destituído e preso.

## Morte
De acordo com o relato de Ataíde de Oliveira na sua Monografia de Vila Real de Santo António, escrito cerca de 70 anos após os acontecimentos referidos, Martins Mestre é preso e mantido por 3 dias e 3 noites à espera que seja reunida uma força de escolta do preso para o seu julgamento em Lisboa. Quando se processava à transferência do prisioneiro Martins Mestre para a diligência com a escolta, este é assassinado na rua por um desconhecido que mais tarde vai ser identificado como José da Cruz Azevedo, cunhado do padre Almeida que falecera pouco tempo depois após ter sido libertado da prisão. De acordo com Ataíde de Oliveira, foi um acto de vingança que moveu a execução a sangue frio do antigo herói militar tornado vilão. A terminar o seu relato, Ataíde de Oliveira refere que o corpo de Martins Mestre sem vida foi arrastado como troféu pela população pelas ruas da vila e abandonado junto do muro do cemitério local.

## Família e propriedades
Casou a 6 de Agosto de 1796 em Gibraltar, com a filha de um casal espanhol natural de Estepona, Maria Felippes, de quem teve um filho, Gabriel Manuel (que terá falecido em tenra idade) e uma filha, Catarina Filipes Martins, nascida em 1800, e que casou em 1824 com José Agostinho Estácio da Veiga, major de ordenanças de Tavira, de quem teve um filho, Sebastião Filipes Martins Estácio da Veiga, o pioneiro da arqueologia em Portugal. O neto herdou as propriedades do avô Martins Mestre situadas na freguesia da Conceição de Tavira, a Arrancada e outra, sem nome conhecido, cujos terrenos actualmente se encontram na zona edificada de Cabanas de Tavira (apesar de subsistir uma porção da antiga casa).